# Movimiento de Fuerzas Democráticas de Casamanza
El Movimiento de Fuerzas Democráticas de Casamanza (en francés: Mouvement des forces démocratiques de Casamance, MFDC) es el principal movimiento separatista en Casamanza, región de Senegal, fundado en 1982. Fue apoyado por el presidente de Guinea-Bissau João Bernardo Vieira, hasta que fue derrocado en el año 1999. Se basa principalmente en miembros del pueblo diola. Su brazo armado se formó en 1985 y se llama Atika (palabra diola para "guerrero").
Su líder fue el padre Augustin Diamacoune Senghor, que murió el 13 de enero de 2007. Senghor firmó un acuerdo de paz con el gobierno del presidente de Senegal, Abdoulaye Wade en el año 2004. Sin embargo, varias facciones del MFDC se negaron a participar en el acuerdo de paz y continuaron su lucha. Esta división ha dividido profundamente a Casamanza del movimiento de independencia.

## Participación en la crisis constitucional de Gambia
Según algunas fuentes, el movimiento se involucró militarmente en la crisis constitucional y la posterior intervención en Gambia de 2017, a favor de Yahya Jammeh.